# Trichomalus fulvipes
Trichomalus fulvipes är en stekelart som först beskrevs av Walker 1836.  Trichomalus fulvipes ingår i släktet Trichomalus och familjen puppglanssteklar. Arten är reproducerande i Sverige. Inga underarter finns listade i Catalogue of Life.